# Agyrta albisparsa
Agyrta albisparsa är en fjärilsart som beskrevs av George Francis Hampson 1898. Agyrta albisparsa ingår i släktet Agyrta och familjen björnspinnare. Inga underarter finns listade i Catalogue of Life.